# 関口康晴
関口 康晴（せきぐち やすはる）は、日本の弁護士（第一東京弁護士会）。西村・町田法律事務所に所属。立教大学法学部兼任講師、一般財団法人不動産研究所判例研究員、日中法律家交流協会理事・幹事、ビル経営管理士試験試験委員、賃貸不動産経営管理士試験試験委員。

## 人物・経歴
1997年（平成9年）、立教大学法学部卒業後に大学院へ進み、1999年（平成11年）、同大学大学院法学研究科博士課程前期課程修了。
2004（平成16年）、弁護士登録。
第一東京弁護士会の弁護士として、関口・麻・石部法律事務所を経て、西村・町田法律事務所に所属。
2016年（平成28年）より、立教大学法学部兼任講師を務め、演習ゼミ科目を担当する。
一般財団法人不動産研究所判例研究員、日中法律家交流協会理事・幹事として活動するほか、ビル経営管理士試験や賃貸不動産経営管理士試験の試験委員を務める。

## 主な著作
- 『マンションにおける共同利益背反行為への対応 区分所有法57条・58条・59条・60条の実務』関口 康晴,町田 裕紀,小川 敦司,田村 裕樹,川口 洸太朗 共著 日本加除出版 2018/11/02
- 『処分の難しい不動産を整理するための法律実務 こんなときどうする？Ｑ＆Ａ 負動産にしないための法的アプローチ』関口康晴 編著,町田裕紀 編著 日本加除出版 2022/08/16